# Gilles Rousset
Gilles Rousset (ur. 22 sierpnia 1963 w Hyères) – piłkarz francuski grający na pozycji bramkarza.

## Kariera klubowa
Karierę piłkarską Rousset rozpoczął w klubie FC Sochaux-Montbéliard. W sezonie 1982/1983 zadebiutował w jego barwach w rozgrywkach Ligue 1. Jednak przez pierwsze pięć sezonów był rezerwowym dla jednokrotnego reprezentanta kraju, Alberta Rusta. W 1987 roku Sochaux spadło do Ligue 2, a Rust odszedł do Montpellier HSC, tym samym Gilles stał się pierwszym bramkarzem "Les Lionceaux". W 1988 roku powrócił z Sochaux do pierwszej ligi i wystąpił w przegranym po rzutach karnych finale Pucharu Francji z FC Metz. W Sochaux występował do 1990 roku.
Latem 1990 Rousset został bramkarzem Olympique Lyon i tam także był pierwszym bramkarzem. W 1993 roku opuścił Lyon i przeszedł do Olympique Marsylia, w którym pełnił rolę rezerwowego bramkarza dla Fabiena Bartheza. Wywalczył wicemistrzostwo Francji, jednak nie rozegrał żadnego spotkania ligowego i w 1994 roku odszedł do Stade Rennais FC, w którym grał przez rok.
W 1995 roku Rousset wyjechał z Francji i stał się bramkarzem szkockiego Heart of Midlothian F.C. z Edynburga. Już w 1996 roku dotarł do finału Pucharu Szkocji, który Hearts przegrało 1:5 z Rangers F.C. W 1997 roku uległ z Hearts 3:4 w finale Pucharu Ligi Szkockiej z Rangersami, a w 1998 roku w końcu wywalczył puchar kraju, dzięki zwycięstwu 2:1 nad tą samą drużyną. W Hearts grał do 2000 roku i wtedy też zakończył piłkarską karierę w wieku 37 lat.
| Sezon   | Klub                   | Kraj    | Rozgrywki      | Mecze | Bramki |
| ------- | ---------------------- | ------- | -------------- | ----- | ------ |
| 1982/83 | FC Sochaux-Montbéliard | Francja | Ligue 1        | 5     | 0      |
| 1983/84 | FC Sochaux-Montbéliard | Francja | Ligue 1        | 1     | 0      |
| 1984/85 | FC Sochaux-Montbéliard | Francja | Ligue 1        | 0     | 0      |
| 1985/86 | FC Sochaux-Montbéliard | Francja | Ligue 1        | 12    | 0      |
| 1986/87 | FC Sochaux-Montbéliard | Francja | Ligue 1        | 7     | 0      |
| 1987/88 | FC Sochaux-Montbéliard | Francja | Ligue 2        | 34    | 0      |
| 1988/89 | FC Sochaux-Montbéliard | Francja | Ligue 1        | 38    | 0      |
| 1989/90 | FC Sochaux-Montbéliard | Francja | Ligue 1        | 37    | 0      |
| 1990/91 | Olympique Lyon         | Francja | Ligue 1        | 38    | 0      |
| 1991/92 | Olympique Lyon         | Francja | Ligue 1        | 31    | 0      |
| 1992/93 | Olympique Lyon         | Francja | Ligue 1        | 29    | 0      |
| 1993/94 | Olympique Marsylia     | Francja | Ligue 1        | 0     | 0      |
| 1994/95 | Stade Rennais FC       | Francja | Ligue 1        | 22    | 0      |
| 1995/96 | Hearts F.C.            | Szkocja | Premier League | 25    | 0      |
| 1996/97 | Hearts F.C.            | Szkocja | Premier League | 33    | 0      |
| 1997/98 | Hearts F.C.            | Szkocja | Premier League | 32    | 0      |
| 1998/99 | Hearts F.C.            | Szkocja | Premier League | 26    | 0      |
| 1999/00 | Hearts F.C.            | Szkocja | Premier League | 16    | 0      |

## Kariera reprezentacyjna
W reprezentacji Francji Rousset zadebiutował 21 stycznia 1990 w wygranym 1:0 towarzyskim spotkaniu z Kuwejtem. W 1992 roku został powołany przez selekcjonera Michela Platiniego na Euro 92. Tam był rezerwowym dla Bruna Martiniego i nie wystąpił w żadnym spotkaniu. Ogółem w reprezentacji Francji rozegrał dwa mecze.